# عقدة أذينية بطينية

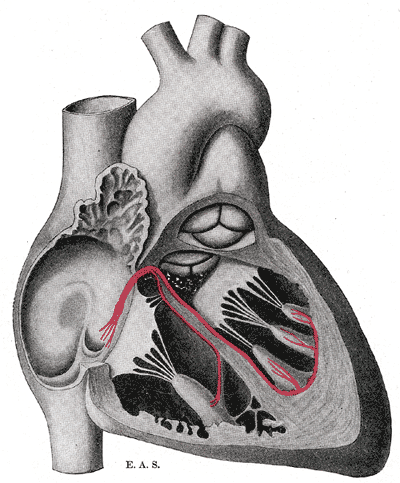
جهاز التوصيل القلبي

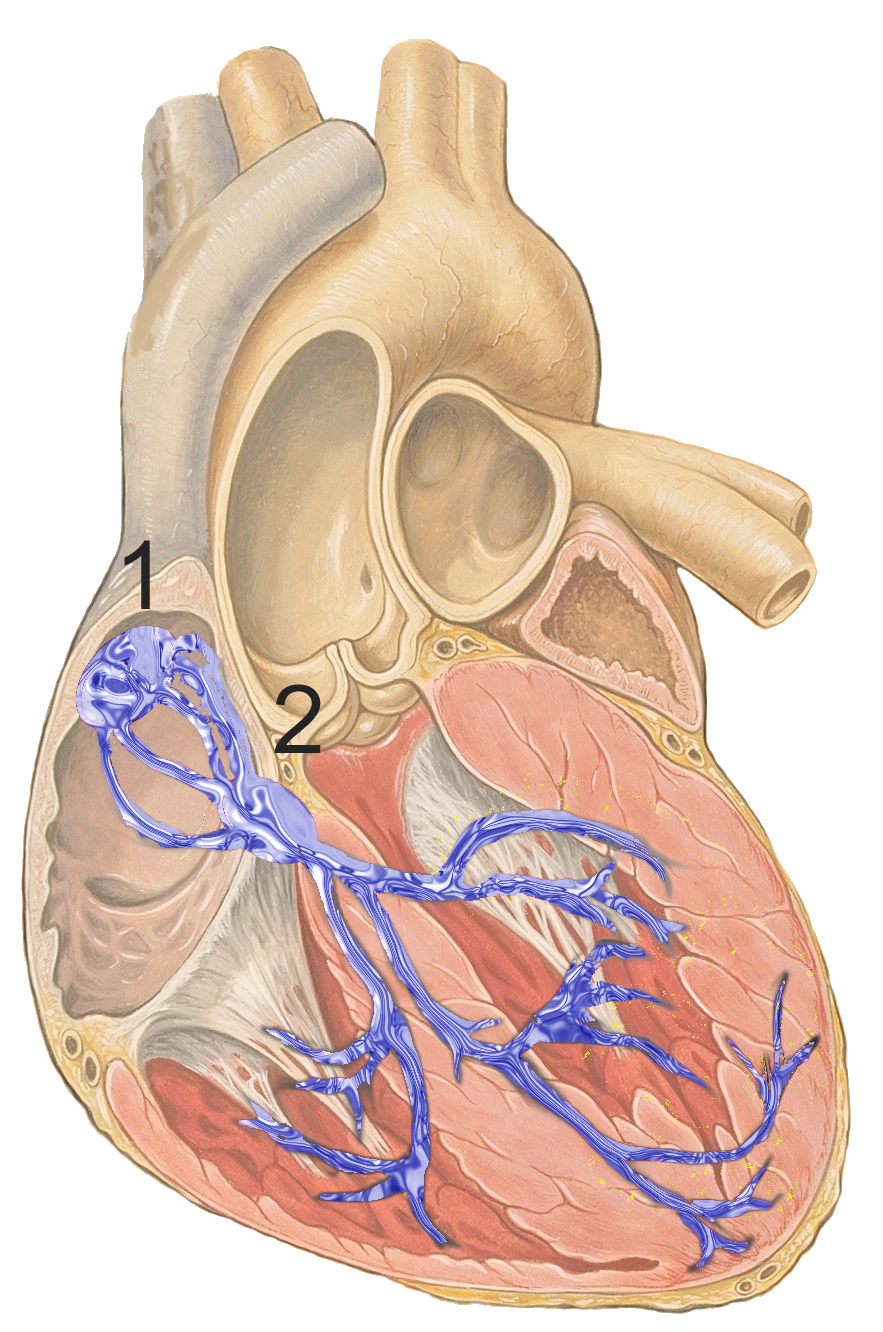
(1) العقدة الجيبية الأذينية.
(2) العقدة الأذينية البطينية.

العقدة الأذينية البطينية (بالإنجليزية: Atrioventricular node)‏ و(باللاتينية: nodus atrioventricularis) هي مجموعة من الخلايا القلبية المتخصصة في توصيل الشارة المحفزة ما بين أذين القلب وبطيني القلب، وهي جزء من جهاز التوصيل القلبي، وبالإضافة لدورها في توصيل الاشارة المحفزة تأخذ محل العقدة الجيبية كمنظم لدقات القلب في حالة فشل العقدة الجيبية في أداء دور تحفيز القلب. اكتشفها العالم الألماني لودفيغ أشوف وتلميذه الياباني سوناو تاوارا، ولذلك يطلق عليها أحيانًا اسم عقدة أشوف-تاوارا.

## التروية الدموية للعقدة الأذينية البطينية
تتم تروية العقدة الأذينية الجيبية عن طريق فروع نابعة من الفرع بين البطينين الخلفي (باللاتينية: Ramus interventricalis posterior) والمتفرع في غالب الأحيان عن الشريان التاجي الأيمن (بالإنجليزية: Right coronary artery)‏ في الوضع الطبيعي، وفي أقلية من الحالات يمكن أن يتفرع الفرع بين البطيني الخلفي عن الشريان التاجي الأيسر عند التوزيع سيادة التوزيع اليساري (بالإنجليزية: left-dominance)‏ وهي الحالة التي يكون فيها معظم القلب مزوداً بالدم عن طريق الشريان الأيسر.

## تعصيب العقدة الأذينية البطينية
تمتد نهايات عصبية بكثافة منبثقة عن كلا الجهازين الجهاز العصبي الودي والجهاز العصبي اللاودي لتؤثر بشكل واضح على سرعة توصيل الشارة المحفزة وعلى سرعة نشوء مثل هذه الشارة في خلايا العقدة نفسها إذا لم تصلها شارة من الأذينين، من خلال تأثير هذين الجهازين على جهد الفعل (بالإنجليزية: action potential)‏ في خلايا العقدة. وقد أظهرت الدراسات احتواء خلايا العقدة الأذينية البطينية على مستقبلات كاتيكولامينية (نواقل الجملة الودية)، ومستقبلات أسيتيل كولينية (نواقل الجملة اللاودية) ترتبط هذه المستقبلات بخلايا التوصيل داخل العقدة، مما يفسر تأثير الجهاز العصبي على سرعة توصيل الشارة المحفزة عبر العقدة الأذينية البطينية.

## الدور الوظيفي

رسم توضيحي لجهاز التوصيل القلبي

تعتبر العقدة الأذينية البطينية جزءاً مهماً من جهاز التوصيل القلبي حيث تعتبر حلقة الوصل ما بين الأذينين والبطينين، حيث أن الأخيرين يعتبران كهربياً وحدتين معزولتين عن بعضهما البعض بوساطة النسيج الضام الذي يقع بمستوى قاعدة القلب ويفصل ما بين الأذينين والبطينين. تقوم العقدة الأذينية البطينية بنقل الشارة القلبية المحفزة والناشئة في الأذينين ( نظم قلبي)، بعد تأخير متعمد لحين انتهاء انقباض الأذينين، إلى البطينين. وتعتمد سرعة انقباض البطينين على سرعة التوصيل في العقدة الأذينية البطينية. لهذا فإن العقدة الأذينية البطينية تعتبر في النظم القلبي الفاصل ما بين النظم الأذيني والبطيني.
| المنطقة            | التردد\دقيقة |
| عقدة جيبية         | 60-80        |
| عقدة أذينية بطينية | 40-60        |
| خلايا البطين       | 20-40        |

من ناحية أخرى فإن العقدة الأذينية البطينية كأحد العقد النظمية القلبية تعمل كمنظم ثانوي لدقات القلب، حيث أن خلايا العقدة الأذينية البطينية قادرة على توليد الشارة المحفزة بتردد يتراوح ما بين 40-60 مرة في الثانية. ففي الوضع الطبيعي فإن العقدة الجيبية تكون هي الأسرع في توليد الشارة المحفزة، وتسبق بذلك العقدة الأذينية البطينية. ولكن في الحالات التي تعجز فيها العقدة الجيبية عن توليد الشارة المحفزة، فإن العقدة الأذينية البطينية تعوّض عنها في توليد الشارة، وإن كان بمعدلٍ أقل، لذلك فهي تعتبر من العقد الثانوية التي تقوم بالتعويض في حالات مرض العقدة الجيبية.

## دور العقدة الأذينية البطينية فياضطرابات النظم

### التباطؤات القلبية
في حالات عجز منظم خطى القلب الطبيعي (العقدة الجيبية) أو من ينوب عنه من خلايا الأذينين عن إصدار شارة محفزة للقلب، فإن خلايا العقدة الأذينية البطينية تقوم كمنظم ثانوي ( في الأعلى)بتردد 40-60 دقة في الثانية.

#### إحصار أذيني بطيني
تقوم العقدة الأذينية البطينية على تبطيء انتقال الشارة المحفزة من الأذينين إلى البطينين، تُقاس مدة تأخر انتقال الشارة إلى البطينين بفترة PQ في مخطط القلب الكهربائي.في الوضع الطبيعي فإن هذا التأخير لا يتجاوز 240 ميلي ثانية، غير أنه في بعض الأحيان فإن تأخير التوصيل يصل إلى أكثر من ذلك، في مثل هذه الحالة فإننا نتحدث عن إحصار أذيني بطيني ( اضطراب النظم)، حيث يقسم الإحصار إلى 3 درجات:
- الدرجة الأولى للإحصار الأذيني البطيني: والتي تتمثل في تأخر نقل الشارة المحفزة يزيد على 240 ميلي ثانية[5]، مع حصول توصيل لكافة الإشارات.
- الدرجة الثانية للإحصار الأذيني البطيني: والتي تتمثل في حصول انقطاع منتظم في نقل الشارات المحفزة من الأذينين إلى البطينين، بحيث تفقد الشارة الأذينية (لا يتم توصيلها) بشكل منتظم. ويُقسم هذا الإحصار إلى نوعين:
  - إحصار درجة ثانية من نوع موبيتز (بالإنجليزية: Mobitz)‏: وهو انقطاع منتظم في نقل الشارة، حيث تُقطع الشارة كل ثاني مرة، أو كل ثالث مرة... وهكذا.
  - إحصار درجة ثانية من نوع وينكل باخ (بالإنجليزية: Wenckelbach)‏: وفيه تطول فترة عبور الشارة الأذينية إلى البطين تدريجياً، حتى تنقطع نهائياً، لتعود بعدها وتطول تدريجيا بشكل دوري.
- الدرجة الثالثة للإحصار الأذيني البطيني: ويتمثل في انقطاع كامل في نقل الشارة المحفزة ما بين الأذينين والبطينين، بحيث ينقبض الأذينان والبطينان بشكل منفصل تماماً عن بعضهما.

### التسارعات القلبية
تلعب العقدة الأذينية البطينية دوراً مهماً في نقل التسارعات فوق البطينية (بالإنجليزية: Supraventricular tachycardies)‏ مثل الرجفان الأذيني أو الرفرفة الأذينية وغيرهما إلى البطينين، حيث أن للعقدة الأذينية البطينية دوراً في منع انتقال مثل هذه التسارعات مباشرةً إلى البطينين، وبالتالي حماية البطينين من تسارعات قلبية قد تشكل خطراً على الدورة الدموية، إذ أن البطينين يحتاجان إلى فترة للامتلاء بالدم لضخه. تعجز العقدة الأذينية (وهي الأبطأ في جهاز التوصيل القلبي) عن نقل الترددات العالية وينشأ إحصار أذيني بطيني منتظم يقي البطينين. أي أنه إذا تسارع الأذينان في حالة الرفرفة الأذينية بسرعة 300/دقيقة، وتم نقل كل ثاني شارة (يُدعى بإحصار 1:2) فإن سرعة البطينين تكون عندها 150/دقيقة، أما في حالة إحصار 1:3 فإن سرعة البطينين تكون قرابة 100/دقيقة. يعود الإحصار الأذيني البطيني في حالات التحفيزات المتكررة المتسرعة (التسارعات الأذينية) إلى كون خلايا العقدة الأذينية البطينية راقدة في دور الحران حين وصول التحفيز التالي، وبالتالي غير «موصلة» للشارة المحفزة. ويشكل ذلك حماية وظيفية للبطينين من التسارعات وليس علّةً مرضية في العقدة الأذينية البطينية.

## أدينوزين
يتمثل أثر الأدينوزين على القلب في تأثيره على العقدة الأذينية البطينية، حيث يسبب الأدينوزين في إحصار أذيني بطيني تام (درجة ثالثة)، ولكن بسبب قصر عمر النصف الحيوي للأدينوزين والذي يقل عن 10 ثوانٍ فإن هذا الإحصار لا يدوم إلا لثوانٍ معدودات.
يُستخدم الأدينوزين في علاج التسارعات قوق البطينية الانتيابية (بالإنجليزية: Paroxysmal supraventricular tachycardia)‏ حيث يمكن لدفعة من الأدينوزين من إنهاء التسارعات بخصاصة الناجمة عن معاودة الدخول (بالإنجليزية: Reentry)‏، حيث يوقف الأدينوزين هنا النقل بين الأذينين والبطينين إيقافاً تاماً لثوانٍ معدودة كافية لتقويم النظم.

## محصرات قنوات الكالسيوم
تقوم حاصرات قنوات الكالسيوم وبخاصة تلك من مجموعة فينول-ألكال-أمين(بالإنجليزية: Phenylalkylamine)‏ مثل دلتيازيم وفيراباميل بإبطاء عودة خلايا العقدة الأذينية البطينية إلى وضع الراحة بعد التحفيز، وبالتالي إلى إطالة دور الحران للعقدة الأذينية البطينية. هذا بدوره يقلل من سرعة توصيل العقدة للشارة، وبالتالي يعمل على تخفيض سرعة نقل الشارة للبطين، ومن ثم التقليل من سرعة نبض القلب، ويزداد هذا الأثر فاعلية كلما زاد معدل نبض القلب أي أنه يزيد في التسارعات القلبية وبالذات تلك الفوق بطينية، في حين أن دوره منعدم في علاج التسارعات البطينية المنشأ.

## حاصرات بيتا
تقوم حاصرات بيتا المنتقية للقلب (بالإنجليزية: Cardioselective)‏ وغير المنتقية (بالإنجليزية: non-selective)‏ بحصر تأثير الجملة الودية على العقدة الأذينية البطينية، ومن ثم كبح سرعة توصيل الشارة المحفزة خلال خلايا العقدة مما يؤدي إلى كبح سرعة القلب. لذا تستخدم حاصرات بيتا لمعالجة التسارعات فوق البطينية. إفراط استخدام حاصرات بيتا قد يؤدي إلى حدوث إحصار أذيني بطيني.

## مركبات الديجيتاليس
تقوم مركبات الديجيتاليس مثل الديجوكسين والديجيتوكسين بتطويل دور الحران في العقدة الأذينية البطينية، وبنفس الوقت بإبطاء نقل الشارة المحفزة إلى البطينين. لذلك فإن هذه المركبات تستخدم منذ زمن طويل في علاج التسارعات فوق البطينية. تعود آلية عمل الديجيتاليس إلى أثره المحفز لتأثير الجملة اللاودية (المبهمية) على خلايا القلب.

## خلطات دوائية
يمكن لعلاج التسارعات فوق البطينية باستخدام الأدوية المثبطة لنقل الشارة المحفزة عبر العقدة الأذينية البطينية استخدام أكثر من دواء في نفس الوقت، مثل استخدام الديجيتاليس إلى جانب حاصرات بيتا أو إلى جانب محصرات قنوات الكالسيوم، بحيث تتحقق فائدة إضافية نظراً لتكاتف آلية العمل في هذه التراكيب. ولكن لا يُنصح باستخدام محصرات قنوات الكالسيوم وحاصرات بيتا معا في آنٍ واحد؛ وذلك لأن خطر التسبب بإحصار أذيني بطيني يكون عالياً عند استخدامهما معاً.

## أثر الكافئين والنيكوتين والكوكائين
الكافيين النيكوتين يعتبران من منشطات الجملة الودية، فيما يُثبط الكوكائين استعادة النورأدرينالين إلى الخلايا العصبية، مما يزيد من فاعليته بين الخلايا العصبية، ويؤثر بذلك في تنشيط الجملة الودية. هذا التنشيط للجملة الودية يؤدي إلى رفع سرعة التوصيل في العقدة الأذينية البطينية، وبالتالي يساهم في رفع معدل دقات القلب.